# ميناء الدقم
ميناء الدقم هو ميناء بحري يقع على الساحل الجنوبي الشرقي لـسلطنة عمان، في المنطقة الإقتصادية الخاصة بالدقم ويطل على بحر العرب والمحيط الهندي، يكتسب أهمية إستراتيجية بالغة الأهمية بحكم موقعه البعيد عن مضيق هرمز والخليج العربي. افتتح رسمياً في 4 فبراير 2022 برعاية السيد أسعد بن طارق آل سعيد نائب رئيس الوزراء لشؤون العلاقات والتعاون الدولي والممثل الخاص لجلالة السلطان وبحضور الملك فيليب ملك بلجيكا وقرينته الملكة ماتيلد.

## الخصائص
يبلغ إجمالي مساحة منطقة ميناء الدقم 170 كلم مربع، ويضم الميناء أراضٍ صناعية ورصيفًا نفطيًا ورصيفًا تجاريًا ورصيفًا حكوميًا وحوض جاف وأراضٍ لوجستية، كما يوجد في الميناء كاسر أمواج رئيسي وآخر ثانوي، حيث يبلغ طول كاسر الامواج الثانوي 4،6 كلم، وارتفاع كاسر الأمواج الرئيسي يصل إلى 11 مترًا من مستوى سطح البحر وأكثر من 22 مترًا بالمتوسط في قاع البحر .

## الموقع الاستراتيجي

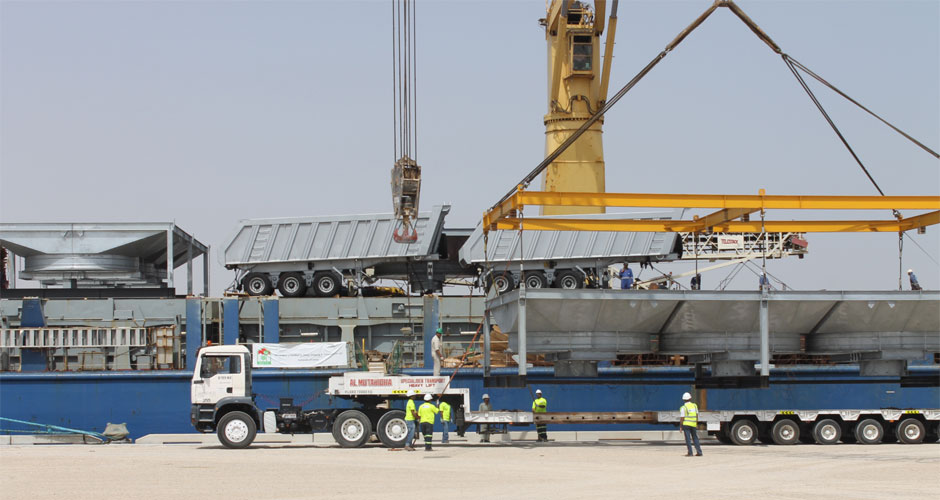
التحميل

يقع ميناء الدقم على قرب من الأسواق الرئيسية وبعيد عن مضيق هرمز. ويعتبر كمرساة رئيسية للمنطقة الاقتصادية الخاصة في الدقم، مع إمكانية لتطوير الميناء ليصبح واحد من أكبر الموانئ في الشرق الأوسط على المدى الطويل.
وتسعى الحكومة العمانية لكي يصبح ميناء الدقم ميناءً متكامل الخدمات ومرتبط بمختلف وسائل النقل البحرية والجوية والبرية 

## أرصفة الميناء
يتألف الميناء من ثلاثة أرصفة وهي: الرصيف التجاري، والرصيف الحكومي، ورصيف المواد السائلة والسائبة (الرصيف النفطي)
حيث يضم الرصيف التجاري: 4 محطات من بينها محطتان للحاويات بطول نحو 1600 متر لمناولة نحو 3،5 مليون حاوية نمطية سنويا، ومحطة للمواد الجافة السائبة بسعة نحو 5 ملايين طن متري سنويا، ومحطة متعددة الاستخدامات بسعة حوالي 800 ألف طن متري سنويا.
ويعد الرصيف الحكومي أول رصيف متكامل يتم تنفيذه في الموانئ العمانية لخدمة الجهات الحكومية بطول 980 مترا، ويعتبر من أهم المرافق الأمنية بميناء الدقم ويوفر الجاهزية لإدارة العمليات اللوجستية لهذه الجهات وتوفير الجانب الأمني للميناء والمنطقة بالكامل.
ويهيئ الرصيف النفطي الميناء لتصدير المنتجات النفطية المكررة السائلة.

## الترويج

### شركة ميناء الدقم
شركة ميناء الدقم ش.م.ع.م هي شركة مشتركة بين حكومة سلطنة عمان وكونسورتيوم أنتويرب (CAP). CAP عبارة عن كونسورتيوم بلجيكي مكون من ميناء أنتويرب، ثاني أكبر ميناء في أوروبا وشركة Rent-A-Port ، وهي شركة متخصصة في تطوير وإدارة الموانئ. بموجب اتفاقية تم توقيعها مع الحكومة العمانية في أبريل 2011، تم منح شركة ميناء الدقم امتيازًا مدته 28 عامًا، بدءًا من يوليو 2015، والذي يسمح للكيانات المروجة بتشغيل وإدارة وصيانة في ميناء الدقم. وبالتالي تقع المسؤولية على إدارة وتشغيل منطقة الميناء على عاتق شركة ميناء الدقم. كما يتم تغطيتها ضمن تفويض شركة ميناء الدقم هي سلطة التحكم في الملاحة داخل وحول حدود الميناء، وكذلك خليج مصيرة.

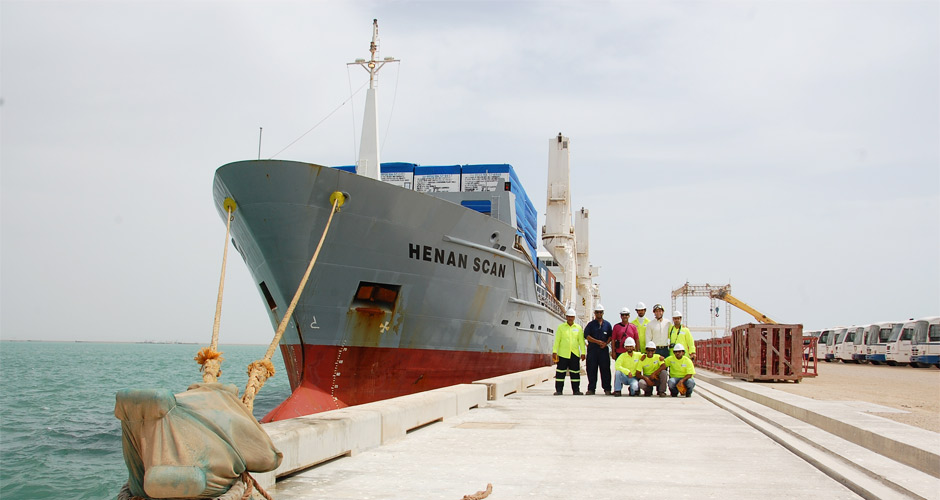
سفن ترسوا بميناء الدقم

### شركة الدقم للأراضي
شكلت شركة الدقم للأراضي الصناعية و CAP شركة أخرى تسمى شركة الدقم للأراضي الصناعية (DILC) والتي تم منحها مناطق امتياز منفصلة تغطي 2000 هكتار في المجموع، تضم 500 هكتاراً مناسبة للصناعات الثقيلة، 500 هكتار للصناعات المتوسطة إلى الثقيلة و 1000 هكتار من الأراضي للبتروكيماويات.
وقد تم بالفعل تطوير أول 250 منطقة من الصناعات الثقيلة المتوسطة في المنطقة المجاورة مباشرة لمصفاة الدقم المستقبلية. الأرض مستوية ومتاحة للمستثمرين على الفور لتطوير مشروعهم. لمزيد من المعلومات، يرجى الاتصال بـ شركة الدقم للأراضي الصناعية.

### فرص الإستثمار

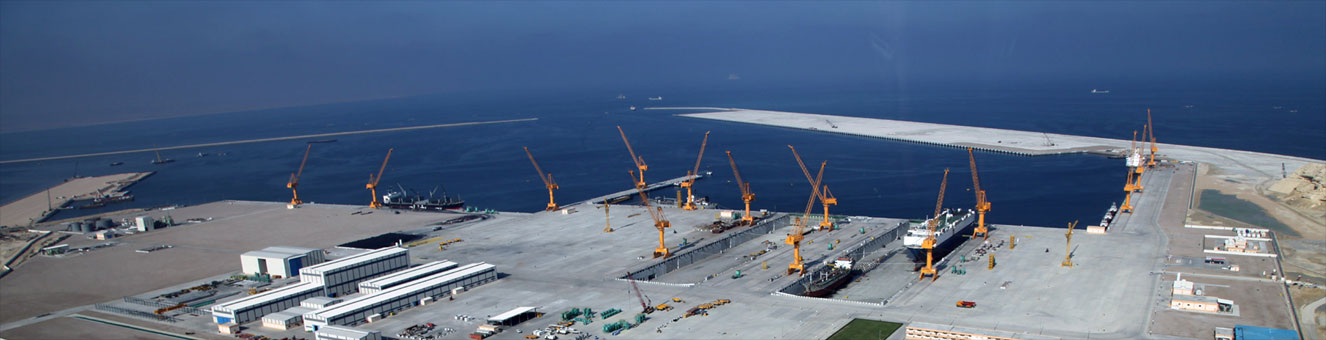
الميناء

يقوم ميناء الدقم بتطوير مساحة إجمالية تبلغ حوالي 5000 هكتار بموجب اتفاقيتي امتياز منفصلين. منح میناء الدقم حقوق الانتفاع من قبل حکومة عمان لفترة 28 عاماً، اعتباراً من یولیو 2015. یقوم میناء الدقم بتطویر ھذه الأراضي بموجب نموذج «المالك»، مما یعني أنه یمنح حقوق الإنتاج الفرعیة للمستأجرین بموجب عقد إيجار أرض طويل الأجل. يقوم ميناء الدقم حالياً بمنح أراضٍ للإيجار في «مناطق» مخصصة للصناعات المتوسطة والصناعات الثقيلة والبتروكيماوية إضافة إلى الخدمات اللوجستية والأنشطة الصناعية الخفيفة، بأسعار تأجير جذابة.

### أحجام الأراضي ومدة الإيجار
الأرض متاحة بموجب عقد إيجار، بموجب عقد استغلال فرعي يبلغ الحد الأدنى لحجم الأرض 1 هكتار (10000 متر مربع) لمدة تصل إلى 25 سنة، مع إمكانية التجديد لمدة مماثلة.

## وصلات خارجية
- المنطقة الوسطى - وزارة الإعلام العمانية